# 町田俊夫
町田 俊夫（まちだ としお、1969年3月18日 - ）は、千葉県出身の元騎手。

## 来歴
競馬学校3期生として伊藤暢康・蛯名正義・合谷喜壮・塩村克己・芹沢純一・武豊・寺島祐治・長峰一弘と同期になり、1987年3月に美浦・大久保良雄厩舎からデビュー。
1年目の1987年は3月1日の中山第8競走4歳以上400万下で伊藤・長峰と共に初騎乗を果たすが、自身の騎乗馬ローレルグラスは16頭中11着に終わった。7月12日の福島第1競走3歳未勝利をマルホイッシンで逃げ切って初勝利を挙げたが、秋の東京で2着2回も2勝目はならず、初勝利の1勝のみに終わった。
2年目の1988年は母父ダテホーライの青森産馬カネショウホーライで南関東からの移籍初戦となった5月21日の東京第12競走4歳以上900万下を勝利し、千葉産馬トラストテイオーで東京ダート1400mの新馬・400万下、福島県産馬ミリオンスパークで地元福島の新馬を逃げ切る。同年は7勝を挙げたが、結局この年が自己最多となり、引退まで2桁勝利を挙げることはなかった。
1990年には1988年の優駿牝馬で実況していた堺正幸（当時・フジテレビアナウンサー）にコスモドリームと間違えられたサンキョウセッツを3歳時以来の勝利に導き、重賞初騎乗となった中山牝馬ステークス・エースメロディーでは14頭中13番人気ながら5着に入る。千葉・千明牧場生産馬グラッパでは栗子特別（500万下）を勝利して自身唯一の特別勝ちを挙げ、新潟記念ではカネショウホーライで15頭中13番人気ながらラケットボール・イダテンターボに先着する4着に入り、6勝をマーク。
1993年には1月23日・24日の中山で自身唯一の2日連続勝利、8月1日の新潟では1日3勝を挙げるなど5勝をマーク。
1995年10月28日の新潟第3競走4歳未勝利・エムティドライバーが最後の勝利となり、1997年3月29日の中山第2競走4歳未勝利ではカネショウホーライ産駒カネショウノボルで11番人気ながら2着に入って馬連4万馬券の波乱を演出したが、10月11日の福島第7競走4歳未勝利・ブランドロット（14頭中6着）を最後に引退。

## 騎手成績
| 通算成績 | 1着 | 2着 | 3着 | 4着以下 | 出走回数 | 勝率 | 連対率 |
| -------- | --- | --- | --- | ------- | -------- | ---- | ------ |
| 平地     | 31  | 34  | 48  | 723     | 836      | .037 | .078   |